# Benin na Mistrzostwach Świata w Lekkoatletyce 2015
Benin na Mistrzostwach Świata w Lekkoatletyce 2015 – reprezentacja Beninu podczas Mistrzostw Świata w Pekinie liczyła 1 zawodniczkę, która nie zdobyła medalu.

## Występy reprezentantów Beninu
| Konkurencja          | Zawodniczka   | Runda 1  | Runda 1 | Półfinał | Półfinał | Finał    | Finał   |
| Konkurencja          | Zawodniczka   | Rezultat | Pozycja | Rezultat | Pozycja  | Rezultat | Pozycja |
| -------------------- | ------------- | -------- | ------- | -------- | -------- | -------- | ------- |
| Bieg na 800 m kobiet | Noélie Yarigo | 2:02,48  | 35.     | NQ       | NQ       | NQ       | NQ      |